# Atletica leggera ai Giochi della XI Olimpiade - 100 metri piani femminili

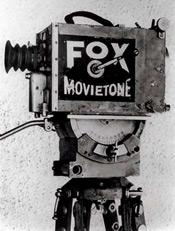
Video della finale (la gara è mostrata dal minuto 5'07" al minuto 5'26")

La competizione dei 100 metri piani femminili di atletica leggera ai Giochi della XI Olimpiade si è disputata nei giorni 3 e 4 agosto 1936 allo Stadio Olimpico di Berlino.

## L'eccellenza mondiale
| Record olimpico: 1932             | 11”9           | S. Walasiewicz | Presente |
| II Giochi dell'Impero britannico  | 11”3 (100 yds) | Eileen Hiscock | Presente |
| Vincitrice dei IV Giochi mondiali | 11”9           | Käthe Krauß    | Presente |
| Record mondiale: 15 maggio 1936   | 11”5           | Helen Stephens | Presente |

1. ↑  In rappresentanza della Gran Bretagna, di cui l'Inghilterra è parte.

## La gara
In batteria l'americana Stephens stupisce tutti con 11” 4, nuovo record del mondo, annullato solo per il vento di 2,9 m a favore.

In semifinale solo due atlete scendono sotto i 12": l'americana (11"5 ventoso) e la tedesca Krauss (11"9) nella stessa serie.
Finale: la Stephens affronta l'olimpionica uscente Walasiewicz. L'americana azzecca la partenza e s'invola solitaria verso il traguardo vincendo con due metri di distacco.
Lo stesso margine separa la polacca dalla Krauss, terza classificata. La Stephens stabilisce il nuovo record olimpico della specialità.

## Risultati

### Turni eliminatori
| 6 Batterie   | 3 agosto (16:00) | 30 partenti   | Si qualificano le prime 2. |
| 2 Semifinali | 3 agosto (17:30) | 6 + 6         | Si qualificano le prime 3. |
| Finale       | 4 agosto (16:00) | 6 concorrenti |                            |

### Batterie
| Pos. | Atleta          | Nazione     | Tempo |
| ---- | --------------- | ----------- | ----- |
| 1    | Emmy Albus      | Germania    | 12"4  |
| 2    | Johanna Vancura | Austria     | 12"5  |
| 3    | Hilda Cameron   | Canada      | 12"7  |
| 4    | Harriet Bland   | Stati Uniti |       |
| 5    | Raili Halttu    | Finlandia   |       |

| Pos. | Atleta          | Nazione     | Tempo |
| ---- | --------------- | ----------- | ----- |
| 1    | Helen Stephens  | Stati Uniti | 11"4w |
| 2    | Jeanette Dolson | Canada      | 12"3w |
| 3    | Grete Neumann   | Austria     | 12"9w |
| 4    | Etsuko Komiya   | Giappone    |       |
| 5    | Flora Hofman    | Jugoslavia  |       |

| Pos. | Atleta                 | Nazione            | Tempo |
| ---- | ---------------------- | ------------------ | ----- |
| 1    | Stanisława Walasiewicz | Polonia            | 12"5  |
| 2    | Rauni Essman           | Finlandia          | 12"8  |
| 3    | Lies Koning            | Paesi Bassi        | 12"9  |
| 4    | Marguerite Perrou      | Francia            |       |
| 5    | Li Sen                 | Repubblica di Cina |       |

| Pos. | Atleta            | Nazione       | Tempo |
| ---- | ----------------- | ------------- | ----- |
| 1    | Eileen Hiscock    | Gran Bretagna | 12"6  |
| 2    | Annette Rogers    | Stati Uniti   | 12"8  |
| 3    | Ali de Vries      | Paesi Bassi   | 13"0  |
| 4    | Charlotte Machmer | Austria       |       |
| 5    | Ebba From         | Finlandia     |       |

| Pos. | Atleta          | Nazione       | Tempo |
| ---- | --------------- | ------------- | ----- |
| 1    | Käthe Krauß     | Germania      | 12"1  |
| 2    | Aileen Meagher  | Canada        | 12"4  |
| 3    | Audrey Brown    | Gran Bretagna | 12"6  |
| 4    | Vera Romanić    | Jugoslavia    |       |
| 5    | Claudia Testoni | Italia        |       |

| Pos. | Atleta                      | Nazione       | Tempo |
| ---- | --------------------------- | ------------- | ----- |
| 1    | Marie Dollinger             | Germania      | 12"0  |
| 2    | Barbara Burke               | Gran Bretagna | 12"4  |
| 3    | Domnitsa Lanitou-Kavounidou | Grecia        | 12"8  |
| 4    | Yvonne Mabille              | Francia       |       |
| 5    | Raquel Martínez             | Cile          |       |

### Semifinali
| Pos. | Atleta          | Nazione       | Tempo |
| ---- | --------------- | ------------- | ----- |
| 1    | Helen Stephens  | Stati Uniti   | 11"5w |
| 2    | Käthe Krauß     | Germania      | 11"9w |
| 3    | Emmy Albus      | Germania      | 12"2w |
| 4    | Eileen Hiscock  | Gran Bretagna |       |
| 5    | Aileen Meagher  | Canada        |       |
| 6    | Johanna Vancura | Austria       |       |

| Pos. | Atleta                 | Nazione       | Tempo |
| ---- | ---------------------- | ------------- | ----- |
| 1    | Marie Dollinger        | Germania      | 12"0  |
| 2    | Stanisława Walasiewicz | Polonia       | 12"0  |
| 3    | Annette Rogers         | Stati Uniti   | 12"1  |
| 4    | Barbara Burke          | Gran Bretagna | 12"2  |
| 5    | Jeanette Dolson        | Canada        |       |
| 6    | Rauni Essman           | Finlandia     |       |

### Finale
| Pos.    | Corsia | Atleta                 | Età | Nazione     | Tempo |
| ------- | ------ | ---------------------- | --- | ----------- | ----- |
| Oro     | 4      | Helen Stephens         | 18  | Stati Uniti | 11"5  |
| Argento | 6      | Stanisława Walasiewicz | 25  | Polonia     | 11"7  |
| Bronzo  | 5      | Käthe Krauß            | 29  | Germania    | 11"9  |
| 4       | 1      | Marie Dollinger        | 25  | Germania    | 12"0  |
| 5       | 2      | Annette Rogers         | 22  | Stati Uniti | 12"2  |
| 6       | 3      | Emmy Albus             | 24  | Germania    | 12"3  |

Dopo la stagione 1936 l'olimpionica si ritira dall'attività agonistica imbattuta.

Helen Stephen è la più alta e la più pesante olimpionica dei 100 metri del XX secolo: 1,82 metri di altezza per 75 kg di peso.